# Majkop
Majkop [majkóp] (rusko Майко́п, adigejsko Мыекъуапэ, Miekuape) je mesto v Rusiji, glavno mesto republike Adigeje. Leži na desnem bregu reke Belaje, levega pritoka Kubana, približno 1600 km vzhodno od Moskve. Leta 2010 je imelo 154.740 prebivalcev.
Mesto je 25. maja 1857 ustanovil general Kozlovski kot rusko vojaško utrdbo. Status mesta ima od leta 1870.